# Pararguda nasuta
Pararguda nasuta là một loài bướm đêm thuộc họ Lasiocampidae. Nó được tìm thấy ở khu vực đông nam Úc.
Sải cánh dài khoảng 50 mm.
Ấu trùng ăn các loài Exocarpus cupressiformis, Pinus radiata và Acacia.

## Hình ảnh

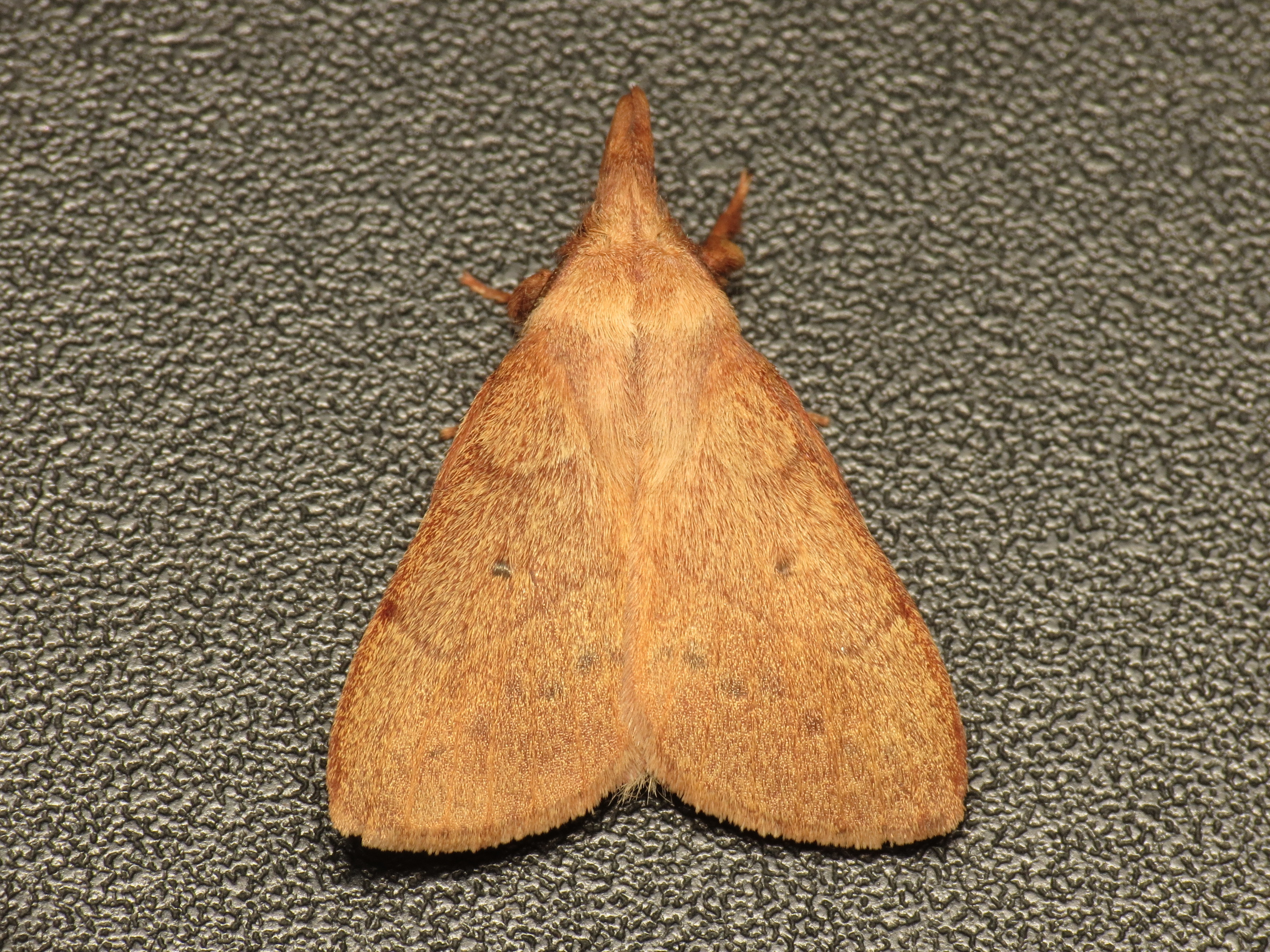
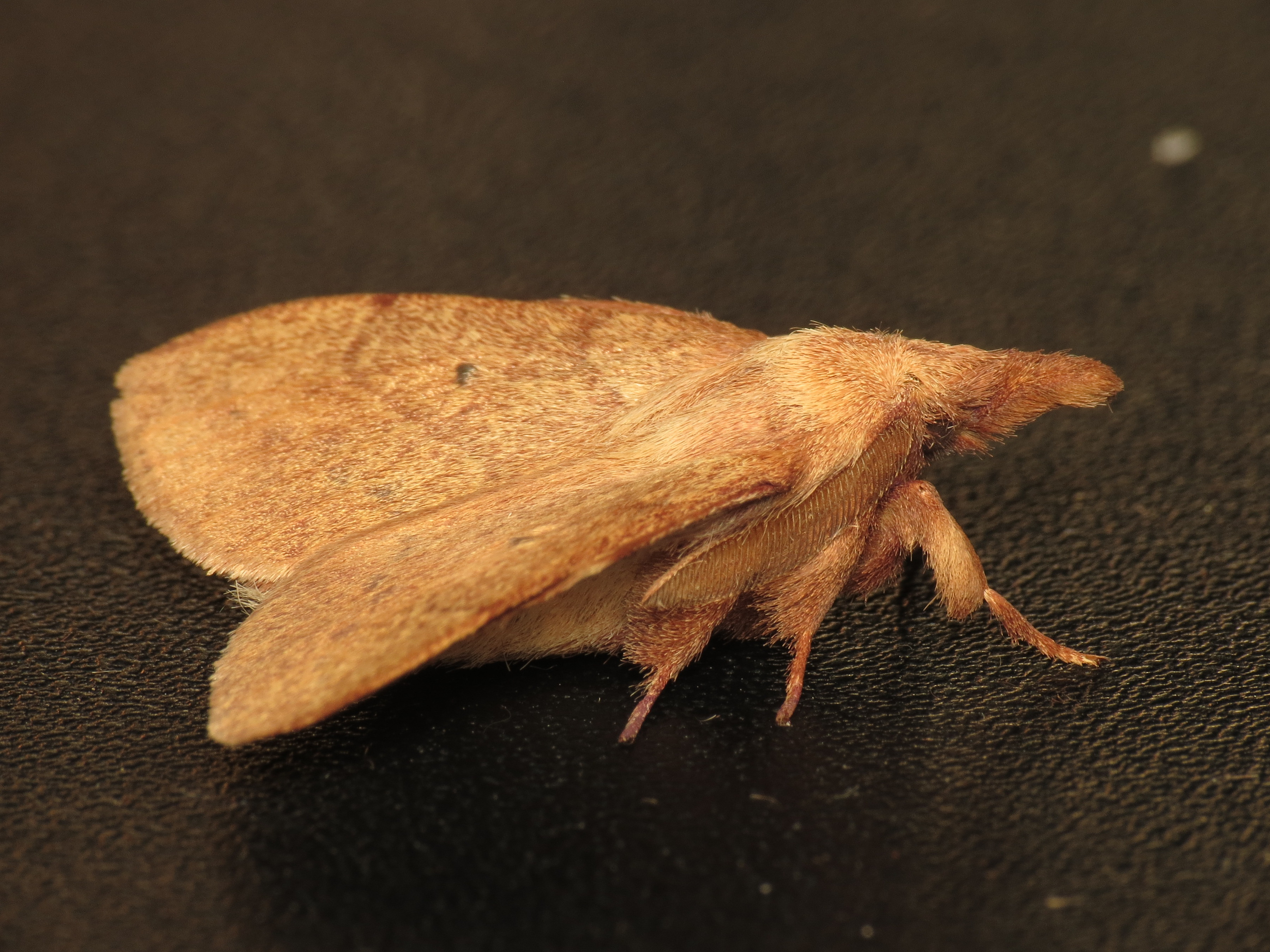
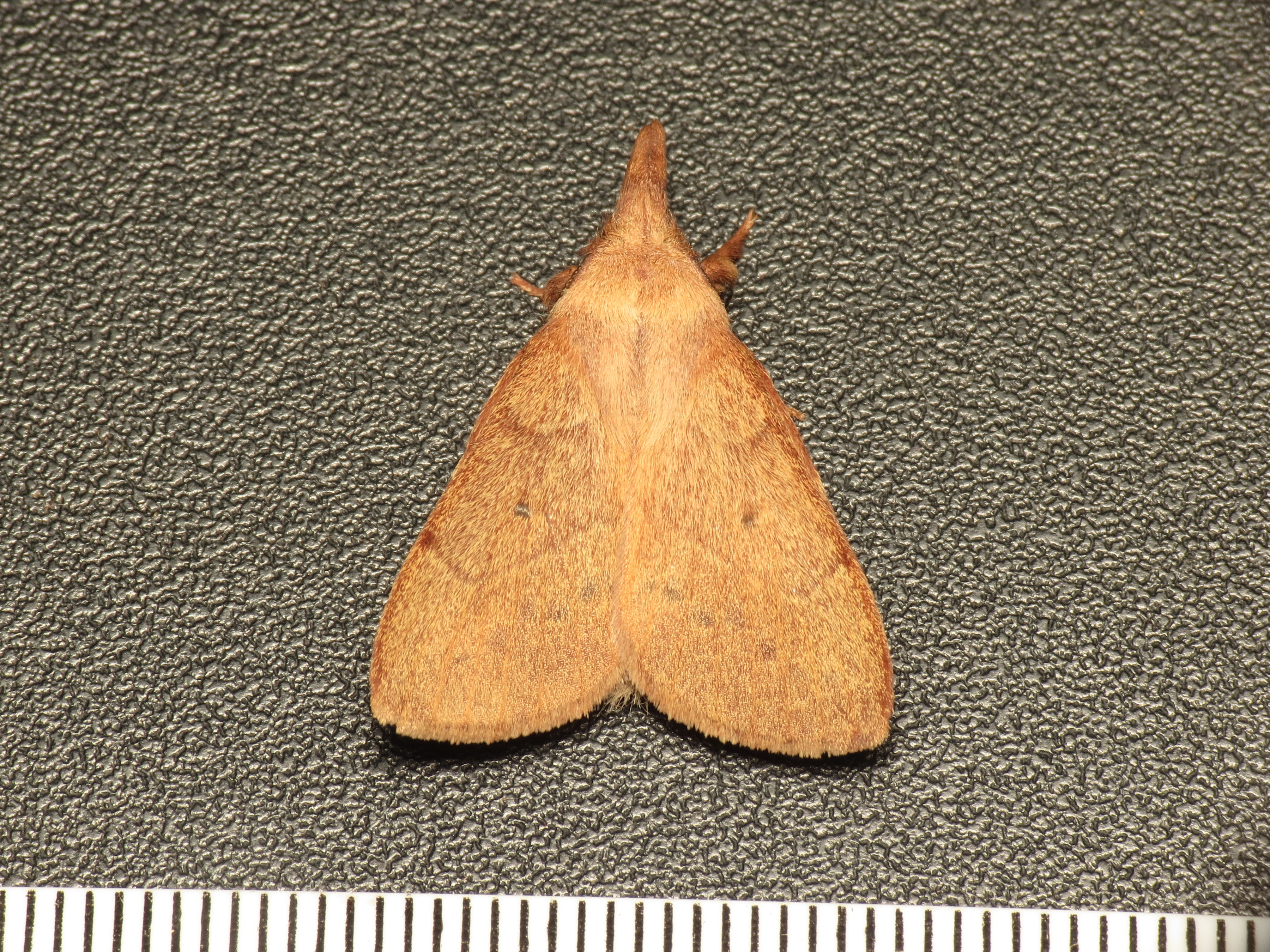
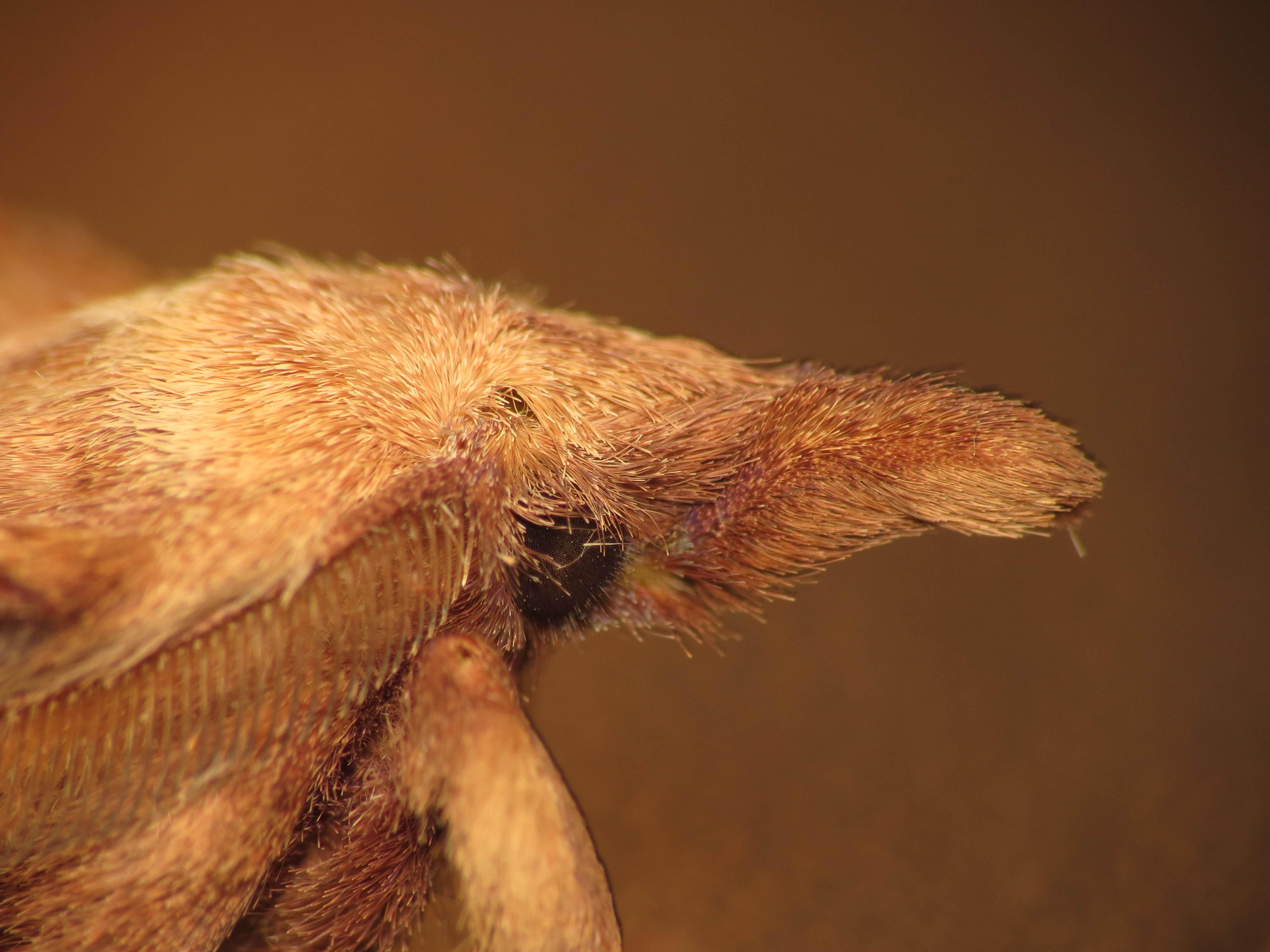